# Maison des Sciences de l’Homme de Clermont-Ferrand
La Maison des Sciences de l’Homme de Clermont-Ferrand (MSH) est une institution de recherche française spécialisée dans les sciences humaines et sociales. Depuis mai 1999, elle est située au 4 rue Ledru dans le centre-ville de Clermont-Ferrand dans le Puy-de-Dôme en Auvergne-Rhône-Alpes,.
Imaginée dans les années 1990, elle a été créée en février 1996 et inaugurée le 13 décembre 1999 en tant que Maison de la recherche de l’UFR Lettres, Langues et Sciences Humaines de l’Université Blaise-Pascal (UBP),.
En mai 2004, elle devient Maison des Sciences de l'Homme placée sous la double tutelle de l'université Clermont-Auvergne (jusqu'en 2017 Université Blaise-Pascal) et du Centre national de la recherche scientifique,,.

## Descriptions

### Directeurs et directrices
- 1999 - 2004 : Jean-Luc Fray, professeur d'histoire médiévale
- 2004 - 2006 : Sylviane Coyault, professeure de littérature française
- 2006 - 2009 : Laurent Jaffro, professeur de philosophie
- 2009 - 2013 : Laurent Rieutord, professeur de géographie[2]
- 1er janvier 2014 - 2020 : Jean-Philippe Luis, professeur d’histoire contemporaine[2]
- depuis 2021 : Sophie Chiari, professeure de littérature anglaise

Pour assurer sa gouvernance, la MSH dispose en plus d'un Comité de pilotage, d'un Conseil scientifique, d'un Conseil de laboratoire (depuis 2012) et d'un Conseil de laboratoire élargi aux Directeurs et Directrices d'unité.

### Laboratoires associés
La MSH compte plusieurs laboratoires associés, dont certains ont leur adresse au sein de la MSH :
- ACTé - Laboratoire Activité Connaissance Transmission éducation (UR 4281)[a]
- CELIS - Centre de Recherches sur les Littératures et la Sociopoétique (UR 4280)[b]
  - issu de la fusion en 2006-2007 de trois laboratoires : le CRLMC (Centre de Recherches sur les Littératures modernes et contemporaines), le CRRR (Centre de recherches révolutionnaires et romantiques), le CRCA (Centre de recherches sur les civilisations antiques)[8],[9], tous trois déjà présents à la MSH en 2000[1].
- CERDI - Centre d'études et de recherches sur le développement international (UMR 6587)[c]
- CHEC - Centre d'Histoire "Espaces et Cultures" (UR 1001)[d], déjà présent en 2000[1]
  - Anciennement Centre d'Histoire des Entreprises et des Communautés, restructuré en 2005 lors de la fusion avec les archéologues et historiens de l'Antiquité du CRCA (Centre de recherches sur les civilisations antiques)[10]
- CleRMa - Clermont Recherche Management (UR 3849)[e]
- CMH - Centre Michel de l'Hospital (UR 4232)[f]
- ComSocs - Communication et Sociétés (UR 4647)[g]
- GEOLAB - Laboratoire de Géographie Physique et Environnementale (UMR 6042)[h]
- IHRIM - Institut d'Histoire des Représentations et des Idées dans les Modernités - Équipe Clermont-Ferrand (UMR 5317)[i]
- LAPSCO - Laboratoire de Psychologie Sociale et Cognitive (UMR 6024)[j]
- LESCORES - Laboratoire d'Études Sociologiques sur la Construction et la Reproduction Sociales[k]
- LRL - Laboratoire de Recherche sur le langage (UR 999)[l], déjà présent en 2000[1]
- PHIER - Laboratoire Philosophies et Rationalités (UR 3297)[m], déjà présent en 2000[1]
- Ressources - Laboratoire de recherche en architecture[n]
- Territoires (UMR 1273)[o]

## Activités

### Recherche
La MSH soutient et mène des projets recherches interdisciplinaires autour de deux axes : « Territoires, environnement, adaptation » et « Ruptures, révolutions, innovation ».

### Publications
Les publications de la MSH sont nombreuses et variées : l'éventail va des ouvrages imprimés par les presses universitaires Blaise-Pascal aux audios à la demande.

### Prix
En hommage à son ancien directeur, la MSH a créé en 2021 le prix Jeunes Chercheurs Jean-Philippe-Luis.